# Sybil Fawlty
Sybil Fawlty är en rollfigur i TV-serien Pang i bygget (Fawlty Towers) som spelades av Prunella Scales. Sybil äger hotellet Fawlty Towers och är gift med Basil Fawlty.

## Personlighet
Sybil driver hotellet Fawlty Towers tillsammans med sin man Basil. Hennes effektivitet varierar men hon är likväl betydligt mer drivande och rationell än Basil, särskilt då det gäller att hantera gästerna. Emellertid är det bara delar av sin tid Sybil ägnar åt hotellet eftersom hon ofta röker, pratar i telefon eller småpratar med gästerna. Hon är en klarsynt men ibland något vulgär kvinna med ett skärande skratt ("som att skjuta en säl med kulspruta" enligt hennes make) och en vass tunga. Hon har god pli på sin make Basil (som ofta är livrädd för henne) utom vid de tillfällen då han går bakom hennes rygg. Sybil är den enda av de fasta karaktärerna som tilltalar Basil med förnamn (annars kallas han för "mr Fawlty" (Polly och Manuel) eller bara "Fawlty" (majoren). Hon har även en förmåga att få honom att lyssna med ett skarpt och gläfsande "Basil!!!!" Förutom att röka och prata är Sybil även intresserad av golf samt umgänge med bästa väninnan Audrey som regelbundet ringer för att klaga över sin man, vilken hon lika regelbundet lämnar.